# Бойко, Иван Никифорович
Ива́н Ники́форович Бо́йко (11 [24] октября 1910 — 12 мая 1975) — советский военачальник, командир 69-го гвардейского танкового полка и 64-й гвардейской танковой бригады 1-го Украинского фронта в годы Великой Отечественной войны, дважды Герой Советского Союза (10.01.1944, 26.04.1944). Гвардии полковник (1944).

## Биография
Родился 11 (24) октября 1910 или 11 (24) ноября 1910 год в селе Жорнище Винницкого уезда Подольской губернии Российской империи (ныне Ильинецкого района Винницкой области Украины) в многодетной (6 детей) семье крестьянина-середняка. По национальности украинец. Получив начальное образование в сельской школе в родном селе, с 11 лет работал по найму. Работая летом, а обучаясь зимой, в 1927 году окончил школу-семилетку. В 1927—1929 годах учился в медицинском техникуме в Виннице. С 1929 года работал табельщиком-учётчиком в Витовецком совхозе Немировского района.
В Красной армии с сентября 1930 года, доброволец. В 1936 году окончил Ульяновскую бронетанковую школу, затем, в 1939 году, бронетанковые курсы. Окончил полковую школу 151-го стрелкового полка 51-й стрелковой дивизии Украинского военного округа (Одесса). После её окончания с 1931 года служил командиром отделения в 2-м артиллерийском полку 2-й кавалерийской дивизии (Одесская область). В сентябре 1932 года по окончании срока службы по личному желанию остался на сверхсрочной службе и зачислен в 1-й танковый полк, сначала служил старшиной роты, а затем стал командиром танка Т-26. В конце 1933 года направлен по личному рапорту на учёбу, в 1935 году окончил с отличием Ульяновскую бронетанковую школу. С 1935 года командовал танковым взводом 5-го отдельного танкового батальона Московского военного округа (Наро-Фоминск), с 1937 года — танковой ротой 13-го разведывательного батальона 13-й танковой дивизии Забайкальского военного округа. В этой должности участвовал в боях на реке Халхин-Гол в 1939 году. Член ВКП(б)/КПСС с 1940 года (был членом ВЛКСМ с 1930 года).
Участник Великой Отечественной войны с июля 1941 года, когда был направлен на фронт в составе 13-й механизированной дивизии, с августа 1941 — командир 83-го танкового батальона на Центральном фронте. Вскоре был направлен на переформирование, а в октябре вернулся на фронт командиром танкового батальона 32-й танковой бригады Западного фронта. Участник Московской битвы, воевал на Тульском направлении. В бою 28 ноября был ранен, после выздоровления с февраля 1942 года воевал заместителем командира батальона в составе 1-й танковой армии (1-й гвардейской танковой армии), под командованием генерал-майора М. Е. Катукова на Западном фронте, в апреле принят под командование батальон. В этой бригаде сражался на Западном и Воронежском фронтах.
С сентября 1942 года командовал 17-м танковым полком 10-й механизированной бригады 3-го механизированного корпуса на Калининском фронте. Участвовал в операции «Марс». За отличия в боях летом 1943 года полк стал 69-м гвардейским танковым полком, а корпус — 8-м гвардейским механизированным корпусом 1-й гвардейской танковой армии. Участвовал в оборонительном сражении Курской битвы и в Белгородско-Харьковской наступательной операции. В последней был вторично тяжело ранен.
28 декабря 1943 года 69-й гвардейский танковый полк 1-й танковой армии под командованием гвардии майора Бойко И. Н. в ходе Житомирско-Бердичевской операции войск 1-го Украинского фронта выбил фашистов из города Казатин Винницкой области. Получив приказ, в ночь на 28 декабря 1943 года совершил 35-километровый марш и на рассвете с ходу ворвался в город. Численно превосходящий немецкий гарнизон поддался панике и бежал, бросив запасы военного имущества. Были уничтожены до 1200 немецких солдат, 20 танков, 1 бронепоезд, 1 железнодорожный поезд, 2 паровоза, 2 артиллерийские батареи. Захвачены 150 пленных и огромные трофеи: 1500 автомашин, 5 железнодорожных поездов, около 100 орудий, 9 складов, до 300 лошадей. Затем во главе полка в течение 2 суток отбивал немецкие контратаки и удержал город до подхода стрелковых частей.
Указом Президиума Верховного Совета СССР «О присвоении звания Героя Советского Союза генералам, офицерскому, сержантскому и рядовому составу Красной Армии» от 10 января 1944 года за «образцовое выполнение боевых заданий командования на фронте борьбы с немецко-фашистскими захватчиками и проявленные при этом отвагу и геройство» удостоен звания Героя Советского Союза с вручением ордена Ленина и медали «Золотая Звезда» (№ 2072).
С 1 февраля 1944 года и до окончания войны командовал 64-й гвардейской танковой бригадой, воины-танкисты которой в составе войск 1-го Украинского фронта особо отличились в Проскуровско-Черновицкой операции. С21 по 31 марта 1944 года бригада по бродам форсировала реку Днестр, вырвалась на оперативный простор, стремительно прошла с боями 70 километров, вышла на реку Прут и форсировала её. Ворвавшись в город Черновцы, танкисты Бойко овладели железнодорожной станцией. Поскольку бригада была далеко впереди войск фронта, до подхода основных сил ей пришлось вести трудный бой в городе, но они отразили все немецкие атаки и совместно с подоспевшими главными силами 8-го гвардейского мехкорпуса полностью освободили Черновцы. А впереди был ещё новый бросок вперёд к границе с Румынией, где танкисты освободили от гитлеровцев город Новоселица.
Указом Президиума Верховного Совета СССР от 26 апреля 1944 года за успешное командование 64-й гвардейской танковой бригадой и героизм, проявленный при гвардии подполковник Бойко Иван Никифорович награждён второй медалью «Золотая Звезда» (№ 2413).

Войска фронта приступили к форсированию реки. 29 марта были освобождены Черновцы, где большую роль сыграла инициатива и смелость танкистов 64-й гвардейской бригады подполковника И. Н. Бойко, вторично удостоенного звания Героя Советского Союза.
— Дважды Герой Советского Союза  Маршал Советского Союза  Василевский А.М.  Дело всей жизни. Издание второе, дополненное.   -  М.: Издательство Политической литературы, 1975. С.402.
Затем участвовал в Львовско-Сандомирской, Берлинской наступательных операциях.
После войны командовал танковым полком. В 1948 году он оканчивает академические курсы усовершенствования командного состава при Военной академии бронетанковых и механизированных войск Советской армии имени И. В. Сталина. Затем с 1948 года командовал танковым полком в Киевском военном округе, с 1952 года был заместителем командира корпуса на Камчатке. С сентября 1956 года в запасе.
Жил в Киеве. Умер 12 мая 1975 года. Похоронен на Лукьяновском военном кладбище Киева.

## Воинские звания
- лейтенант (1935)
- старший лейтенант (1937)
- капитан (сентябрь 1941)
- гвардии майор (24.05.1942)
- гвардии подполковник (1943)
- гвардии полковник (2.08.1944)

## Награды

Памятник на могиле Ивана Бойко на Лукьяновском военном кладбище (Киев)

- медаль «Золотая Звезда» Героя Советского Союза № 2072 (10.01.1944),
- медаль «Золотая Звезда» Героя Советского Союза № 2413 (26.04.1944),
- два Ордена Ленина (10.01.1944, 30.12.1956),
- три ордена Красного Знамени (10.08.1942, 27.07.1943, …),
- орден Суворова II-й степени (31.05.1945),
- орден Богдана Хмельницкого II-й степени (25.08.1944),
- орден Отечественной войны I-й степени (5.11.1943),
- орден Красной Звезды (6.05.1946),
- медаль «За боевые заслуги» (3.11.1944),
- медаль «За оборону Москвы»,
- медаль «За освобождение Варшавы»,
- медаль «За взятие Берлина»,
- ряд медалей СССР,
- Крест Храбрых (Польша),
- Почётный гражданин города Черновцы (1969).

## Мемуары
- Бойко И. Н. На острие атаки. — 1974.

## Память
- Бронзовый бюст на родине — в селе Жорнище Ильинецкого района Винницкой области.
- В 1982 году одна из улиц Киева названа именем Героя, также имя носит улица в Казатине.
- Именем И. Н. Бойко названо ПТУ железнодорожного транспорта в Казатине. Рядом с ПТУ находится бюст И. Н. Бойко.